# Élections à Villabé
Cette page recense les résultats de l'ensemble des votes, élections et référendums ayant eu lieu dans la commune de Villabé (Essonne) depuis 2000.

## Tendances et résultats politiques
L’analyse des derniers résultats électoraux de Villabé montrent une tendance au vote à gauche des électeurs avec des victoires quasiment systématiques des candidats du parti socialiste ou du Parti communiste français aux élections locales et nationales. En 2002, le député sortant Manuel Valls (PS) enregistra ainsi 54,27 % presque deux points de plus que dans l’ensemble de la circonscription et le candidat sortant Jacques Chirac (RPR) obtint lui aussi un score légèrement supérieur qu’au niveau national, bénéficiant du report de voix des électeurs de Lionel Jospin, arrivé en seconde position dans la commune au premier tour. En 2004, le candidat sortant Bruno Piriou (PCF) obtint une très large majorité avec 68,35 % des suffrages, quatre points supérieurs au résultat enregistré sur la totalité du canton. Cette même année, les candidats socialistes Harlem Désir aux européennes et Jean-Paul Huchon aux régionales arrivèrent largement en tête de ces élections à un tour avec respectivement seize et dix-sept points d’avance sur leurs adversaires. En 2005, les Villabéens rejetèrent massivement le Traité de Rome à 61,25 % des voix, comme ils avaient déjà rejetés en 1992 le Traité de Maastricht à 57,72 %
. En 2007, le candidat Manuel Valls (PS) augmenta encore son score dans la commune mais cette fois obtint un score encore plus important dans la circonscription, cette même année, et contrairement aux élections précédentes, c’est le candidat UMP Nicolas Sarkozy qui fut placé en tête au premier comme au deuxième tour lors de l’élection présidentielle. En 2008, le maire sortant Irène Maggini (PS) obtint au premier tour 52,46 % des voix dans le cadre d’une quadrangulaire. En 2009 dans le cadre des élections européennes, c’est à nouveau le candidat UMP Michel Barnier qui arriva en tête devant le candidat Daniel Cohn-Bendit d’Europe Écologie, conformément aux résultats nationaux. En 2010, le président sortant du conseil régional Jean-Paul Huchon renforça encore sa victoire avec cette fois 66,35 % des suffrages au deuxième tour. Cependant, à l'issue du second tour des élections municipales de mars 2014, un candidat sans étiquette politique devient maire de Villabé, mettant fin ainsi à la succession de maires socialistes ou communistes qui administraient la commune depuis la fin de la Seconde Guerre mondiale.

### Élections présidentielles, résultats des deuxièmes tours
- Élection présidentielle de 2002 : 82,87 % pour Jacques Chirac (RPR), 17,13 % pour Jean-Marie Le Pen (FN), 83,22 % de participation[mi 2].
- Élection présidentielle de 2007 : 52,09 % pour Nicolas Sarkozy (UMP), 47,91 % pour Ségolène Royal (PS), 87,90 % de participation[mi 3].
- Élection présidentielle de 2012 : 55,88 % pour François Hollande (PS), 44,12 % pour Nicolas Sarkozy (UMP), 84,97 % de participation[mi 4].
- Élection présidentielle de 2017 : 64,16 % pour Emmanuel Macron (EM), 24,47 % pour Marine Le Pen (FN), 78,14 % de participation[mi 5].

### Élections législatives, résultats des deuxièmes tours
- Élections législatives de 2002 : 54,27 % pour Manuel Valls (PS), 45,73 % pour Serge Dassault (UMP), 61,54 % de participation[mi 6].
- Élections législatives de 2007 : 55,99 % pour Manuel Valls (PS), 44,01 % pour Cristela de Oliveira (UMP), 59,91 % de participation[mi 7].
- Élections législatives de 2012 : 66,97 % pour Manuel Valls (PS), 33,03 % pour Cristela de Oliveira (UMP), 53,85 % de participation[mi 8].
- Élections législatives de 2017 : 56,08 % pour Manuel Valls (DVG), 43,92 % pour Farida Amrani (FI), 39,88 % de participation[mi 9].

### Élections européennes, résultats des deux meilleurs scores
- Élections européennes de 2004 : 28,17 % pour Harlem Désir (PS), 12,32 % pour Patrick Gaubert (UMP), 41,98 % de participation[mi 10].
- Élections européennes de 2009 : 22,45 % pour Michel Barnier (UMP), 16,48 % pour Daniel Cohn-Bendit (Europe Écologie), 42,10 % de participation[mi 11].
- Élections européennes de 2014 : 28,29 % pour Aymeric Chauprade (FN), 14,52 % pour Alain Lamassoure (UMP), 40,23 % de participation[mi 12].

### Élections régionales, résultats des deux meilleurs scores
- Élections régionales de 2004 : 57,27 % pour Jean-Paul Huchon (PS), 30,13 % pour Jean-François Copé (UMP), 68,32 % de participation[mi 13].
- Élections régionales de 2010 : 66,35 % pour Jean-Paul Huchon (PS), 33,65 % pour Valérie Pécresse (UMP), 46,67 % de participation[mi 14].
- Élections régionales de 2015 : 41,48 % pour Claude Bartolone (PS), 33,72 % pour Valérie Pécresse (LR), 57,47 % de participation[mi 15].

### Élections cantonales, résultats des deuxièmes tours
- Élections cantonales de 2004 : 68,35 % pour Bruno Piriou (PCF), 31,65 % pour Sylvain Dantu (DVD), 68,28 % de participation[mi 16].
- Élections cantonales de 2011 : 66,08 % pour Bruno Piriou (PCF), 33,92 % pour Sylvain Dantu (UMP), 41,63 % de participation[mi 17].
- Élections départementales de 2015 : 54,87 % pour Jean-Pierre Bechter (UMP) et Caroline Varin (DVD), 45,13 % pour Gabriel Caillet et Sophie Legoff (FN), 49,94 % de participation[mi 18].

### Élections municipales, résultats des premiers ou deuxièmes tours
- Élections municipales de 2008 : 52,46 % pour Irène Maggini (PS), 23,23 % pour Karl Dirat (UMP), 13,77 % pour Mariette Chaigneau (PCF), 10,54 % pour Thierry Brun (LDVD), 62,89 % de participation[mi 19].
- Élections municipales de 2014 : 44,26 % pour Karl Dirat (SE), 41,12 % pour Irène Maggini (PS-PCF-EELV), 14,61 % pour Isabelle Wirth (SE[Note 1]), 69,38 % de participation[mi 20].

- Élections municipales de 2020 : 61,52 % pour Karl Dirat (SE), 38,47 % pour Anne Trambaud-Dufresne (LDVG), 45,35 % de participation[mi 21].